# Шадрина (деревня)
Шадрина — деревня в Кудымкарском районе Пермского края. Входила в состав Белоевского сельского поселения. Располагается на правом берегу реки Лопвы северо-западнее от города Кудымкара. Расстояние до районного центра составляет 25 км. По данным Всероссийской переписи населения 2010 года, в деревне проживало 187 человек (92 мужчины и 95 женщин).

## История
По данным на 1 июля 1963 года, в деревне проживало 200 человек. Населённый пункт входил в состав Белоевского сельсовета.